# اينار دايسن
اينار دايسن (بالنرويجية البوكمول: Einar Diesen)‏ هو صحفي ومحرر نرويجي، ولد في 1897 في برغن في النرويج، وتوفي في 1994.